# Doe mee!
Doe mee! is een lokale politieke partij in de Nederlandse gemeente Molenlanden. Bij de gemeentelijke herindelingsverkiezingen in 2018 behaalde de partij zeven zetels in de raad. De partij werd hierna onderdeel van de nieuwe coalitie en leverde twee wethouders aan het college van Molenlanden.
De partij is is 2018 opgericht door politici van de lokale partij Gemeentebelangen Molenwaard en de Partij van de Arbeid.
Bij de gemeenteraadsverkiezingen van 2022 steeg de partij naar acht raadszetels en werd de grootste partij binnen de gemeenteraad.